# Jean Dayre
Jean Dayre (* 1892 in Arles; † 1952 in Palermo) war ein französischer Romanist, Italianist, Kroatist und Lexikograf.

## Leben und Werk
Dayre studierte Italianistik und lernte Serbokroatisch. Er bestand 1928 die Agrégation d‘italien. Ab 1929 lehrte er am Institut français in Florenz und wandte sich unter dem Einfluss von Milan Rešetar wissenschaftlich zunehmend dem Kroatischen zu.  1935 wurde er Leiter des Institut français in Zagreb. 1937 begründete er die Zeitschrift Annales de l’Institut français de Zagreb und gab sie bis 1947 heraus. Daneben übersetzte er kroatische Literatur ins Französische. 1947 musste er Zagreb verlassen und war bis zu seinem Tod Professor in Palermo.

## Werke (Auswahl)
- Jérôme Cardan (1501-1576). Esquisse biographique, Grenoble 1928
- (Übersetzer und Hrsg.) Anthologie des conteurs croates 1880-1930, Zagreb 1933
- (Übersetzer aus dem Lateinischen) Gerolamo Cardano,  Ma vie, Paris 1936; revidiert und hrsg. von Étienne Wolff, Paris 1992
- Dubrovačke studije, Zagreb 1938
- (mit Mirko Deanović und Rudolf Maixner) Dictionnaire serbocroate-français/Hrvatskosrpsko-francuski rječnik [Serbokroatisch-Französisches Wörterbuch], Zagreb 1956 (948 Seiten); 1996 (960 Seiten)